# Złota Piłka 2009

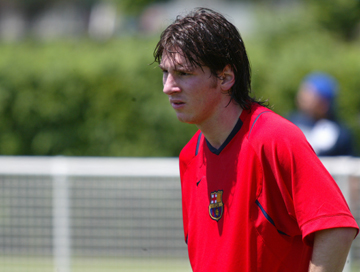
Lionel Messi, zdobywca Złotej Piłki w 2009 roku.

Złota Piłka 2009 to nagroda przyznana 1 grudnia 2009 roku na antenie stacji TF1. Zawodnicy, którzy nie otrzymali nominacji do Złotej Piłki 2009, lecz znaleźli się w gronie kandydatów do tytułu Piłkarza Roku FIFA 2009, to: Michael Ballack, Gianluigi Buffon, Michael Essien i Carles Puyol. Zawodnicy, którzy nie otrzymali nominacji do Złotej Piłki 2009, lecz znaleźli się w gronie kandydatów do Złotej Piłki 2008, to: Marcos Senna, Emmanuel Adebayor, Sergio Aguero, Gianluigi Buffon, Michael Ballack, Sergio Ramos, Edwin van der Sar, Ruud van Nistelrooy, Pepe, Luca Toni, Rafael van der Vaart i Jurij Żyrkow.

## Ranking
| #  | Imię i nazwisko    | Narodowość               | Klub                          | Punkty |
| -- | ------------------ | ------------------------ | ----------------------------- | ------ |
| 1  | Lionel Messi       | Argentyna                | FC Barcelona                  | 473    |
| 2  | Cristiano Ronaldo  | Portugalia               | Manchester United Real Madryt | 233    |
| 3  | Xavi               | Hiszpania                | FC Barcelona                  | 170    |
| 4  | Andrés Iniesta     | Hiszpania                | FC Barcelona                  | 149    |
| 5  | Samuel Eto’o       | Kamerun                  | FC Barcelona Inter Mediolan   | 75     |
| 6  | Kaká               | Brazylia                 | A.C. Milan Real Madryt        | 58     |
| 7  | Zlatan Ibrahimović | Szwecja                  | Inter Mediolan FC Barcelona   | 50     |
| 8  | Wayne Rooney       | Anglia                   | Manchester United             | 35     |
| 9  | Didier Drogba      | Wybrzeże Kości Słoniowej | Chelsea F.C.                  | 33     |
| 10 | Steven Gerrard     | Anglia                   | Liverpool                     | 32     |
| 11 | Fernando Torres    | Hiszpania                | Liverpool                     | 22     |
| 12 | Cesc Fàbregas      | Hiszpania                | Arsenal F.C.                  | 13     |
| 13 | Edin Džeko         | Bośnia i Hercegowina     | VfL Wolfsburg                 | 12     |
| 14 | Ryan Giggs         | Walia                    | Manchester United             | 11     |
| 15 | Thierry Henry      | Francja                  | FC Barcelona                  | 9      |
| 16 | Luís Fabiano       | Brazylia                 | Sevilla FC                    | 8      |
| 16 | Nemanja Vidić      | Serbia                   | Manchester United             | 8      |
| 16 | Iker Casillas      | Hiszpania                | Real Madryt                   | 8      |
| 19 | Diego Forlán       | Urugwaj                  | Atlético Madryt               | 7      |
| 20 | Yoann Gourcuff     | Francja                  | Girondins Bordeaux            | 6      |
| 21 | Andriej Arszawin   | Rosja                    | Arsenal F.C.                  | 5      |
| 21 | Júlio César        | Brazylia                 | Inter Mediolan                | 5      |
| 21 | Frank Lampard      | Anglia                   | Chelsea F.C.                  | 5      |
| 24 | Maicon             | Brazylia                 | Inter Mediolan                | 4      |
| 25 | Diego              | Brazylia                 | Werder Brema Juventus F.C.    | 3      |
| 26 | David Villa        | Hiszpania                | Valencia CF                   | 2      |
| 26 | John Terry         | Anglia                   | Chelsea F.C.                  | 2      |
| 28 | Franck Ribéry      | Francja                  | Bayern Monachium              | 1      |
| 28 | Yaya Touré         | Wybrzeże Kości Słoniowej | FC Barcelona                  | 1      |

Jedynym graczem, który był nominowany, lecz nie otrzymał ani jednego głosu był Karim Benzema (Olympique Lyon, Real Madryt).